# Vieux cimetière juif de Prague
Cet article concerne l'ancien cimetière de la Vieille Ville. Pour l'ancien cimetière juif du quartier de Žižkov, voir Cimetière juif de Žižkov. Pour l'actuel cimetière juif de Prague, voir Nouveau cimetière juif de Prague.

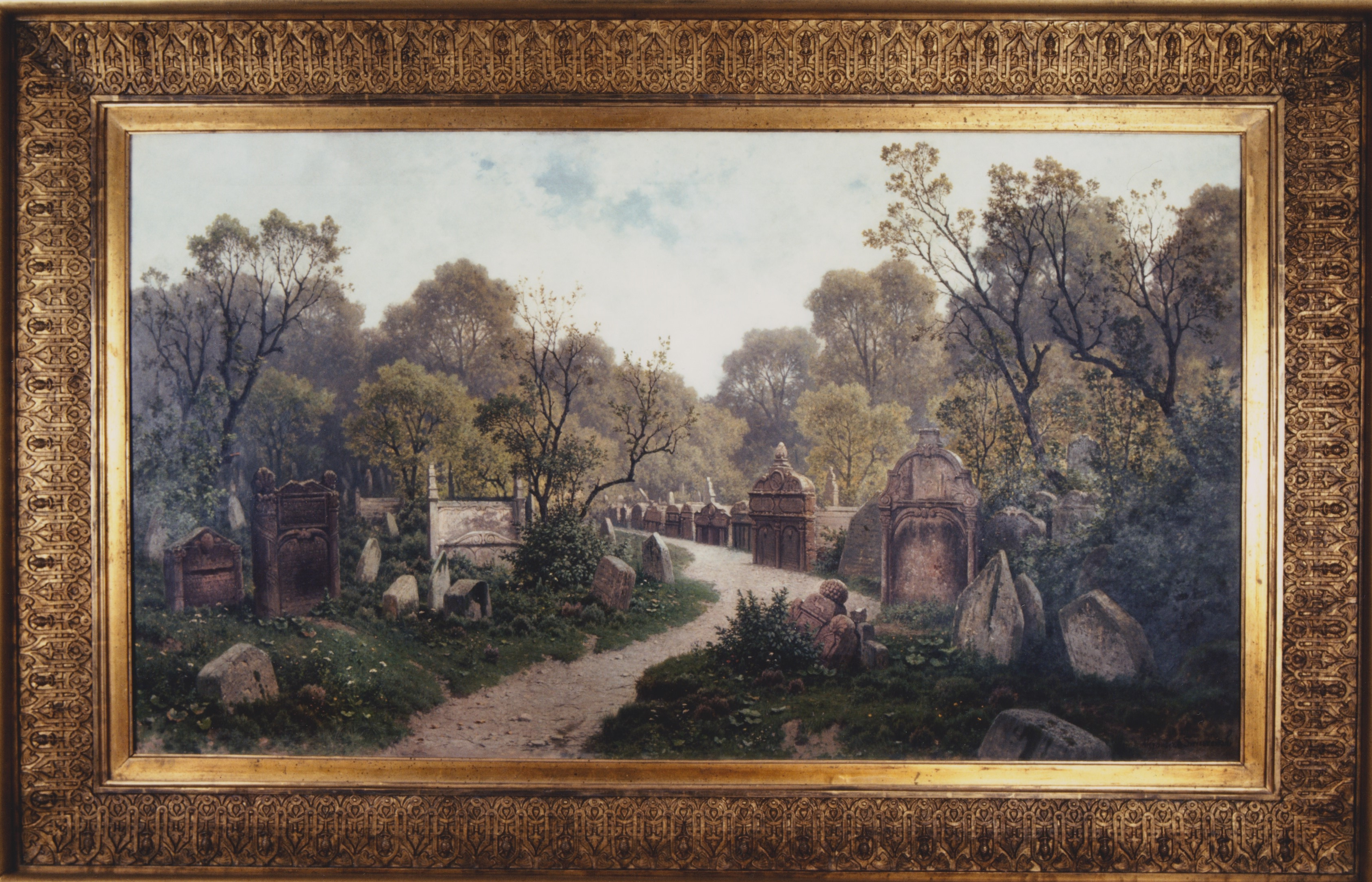
Le vieux cimetière juif de Prague, peinture à l’huile par Alexander von Swiezewski, fin du 19e siècle, dans la collection du Musée juif de Suisse.

Le vieux cimetière juif de Prague, en Tchéquie, se situe dans l'ancien quartier juif de Josefov dans la Vieille Ville. Parmi les plus grands d'Europe, il est l'un des monuments historiques juifs les plus importants de Prague. Des personnalités renommées de la communauté juive locale y furent enterrées, parmi lesquelles le rabbin Juda Lœw ben Bezale, l'homme d'affaires Mordekhaï Maisel, l'historien David Gans, ou le rabbin David Oppenheimer. Aujourd'hui ce cimetière est administré par le musée juif de Prague.

## Historique
Il fut en fonction de 1478 à 1786, succédant au cimetière appelé « jardin juif » qui a été découvert au cours de fouilles archéologiques sous la rue Vladislavova. Ce dernier fut fermé sur ordre du roi Vladislas IV de Bohême en 1478 à la suite de plaintes d'habitants de Prague. Il disparut plus tard sous les rues de la Nouvelle Ville. L'histoire du vieux cimetière remonte probablement à plus loin mais la date exacte de sa création est inconnue. Le seul indice dont on dispose est la date de 1439 gravée sur la pierre tombale du rabbin et poète Avigdor Kara. La tombe la plus récente date de 1787; trois ans plus tôt, l'empereur Joseph II interdit les inhumations à l'intérieur des murs de la ville pour des raisons sanitaires. Plus tard, les Juifs de Prague utilisèrent un cimetière situé à Žižkov construit au cours du XVIIe siècle du fait d'épidémies de peste.
Pendant les plus de trois siècles d’utilisation active de ce cimetière, la question de la place fut un problème permanent. La piété et le respect dus aux ancêtres décédés n'autorisent pas les Juifs à supprimer une tombe existante. Occasionnellement seulement, la communauté juive fut autorisée à acheter des terrains afin d'étendre le cimetière et fut souvent contrainte d'ajouter des couches de terre par-dessus le sol existant, si bien que par endroits on compte jusqu'à douze couches successives. Cela a permis de préserver les tombes les plus anciennes. Cependant, lors d'ajouts de nouvelles couches on dut soit recouvrir les anciennes pierres tombales, soit les relever à la nouvelle surface, ce qui explique la grande densité de pierres tombales que l'on peut voir aujourd'hui. Beaucoup d'entre elles marquent la présence d'un défunt enterré plusieurs couches en profondeur. Cela explique la différence de niveau entre le sol du cimetière et les rues environnantes bien plus basses, il fut d'ailleurs nécessaire d'édifier des murs de soutènement pour retenir le sol et les tombes.
Le nombre exact de pierres tombales et de morts enterrés est imprécis du fait des couches successives, mais il est estimé à douze mille tombes.

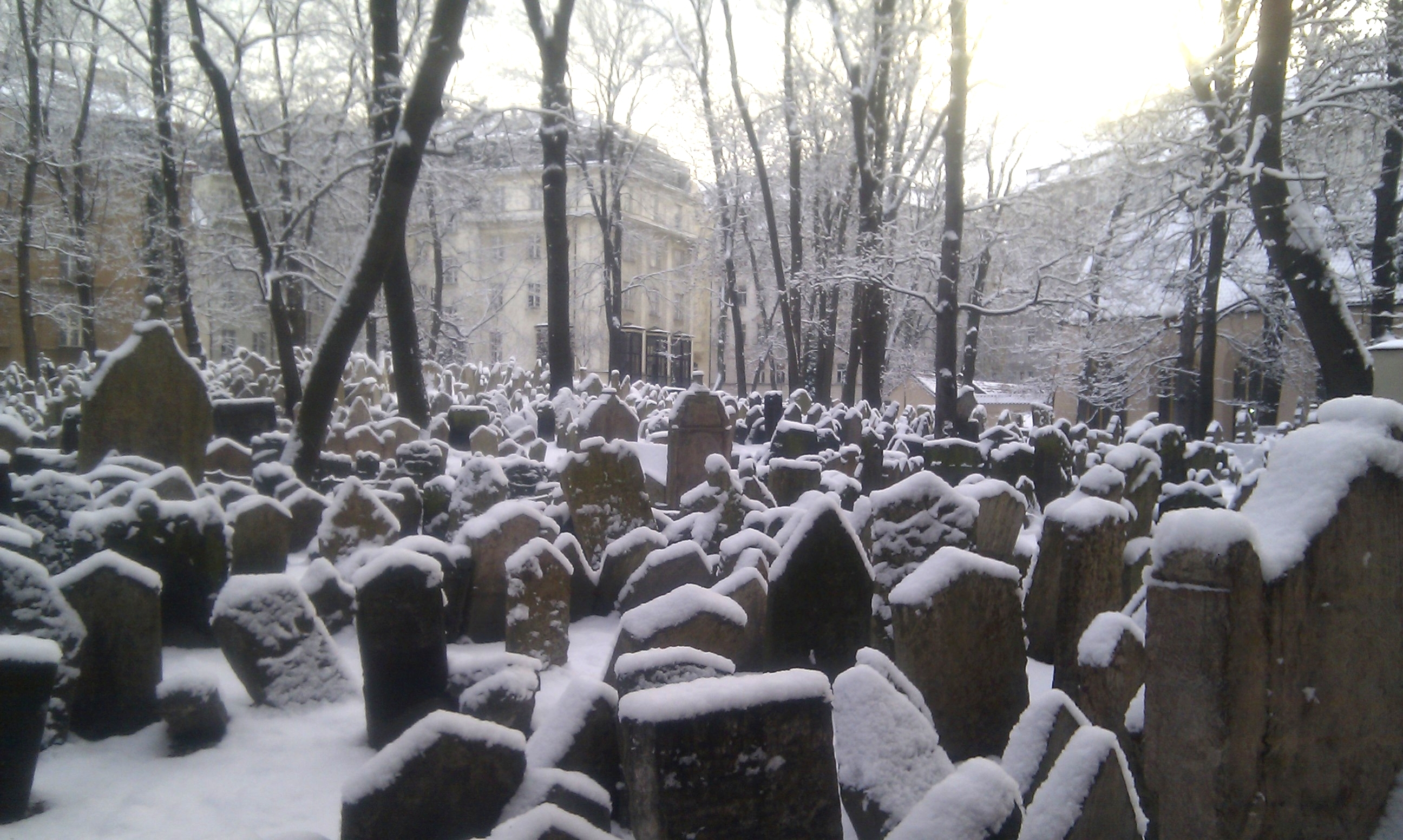
Vieux cimetière juif de Prague

Autre vue. Mai 2017.

## Pierres tombales
Il y a deux types de monuments funéraires dans la tradition juive (matzevot en hébreu). Le plus ancien est une dalle de bois ou de pierre rectangulaire, mais dont le sommet présente des formes variées. L'ohel apparaît plus tard à l'époque baroque et est réservé à des personnages illustres de la communauté juive comme par exemple Mordekhaï Maisel ou le Maharal. L'ohel ne contient pas la dépouille du défunt qui repose plus profondément dans le sol.
Les plus anciennes pierres du cimetière sont très simples mais rapidement par la suite on adjoindra des ornements divers (pilastres, volutes faux portails...). Les pierres les plus richement décorées datent du XVIIe siècle. Toutes les pierres comprennent des caractères hébraïques indiquant le nom du défunt ainsi que la date de sa mort ou de son enterrement. À la Renaissance il est fréquent d’y ajouter ses vertus et un bref éloge. À partir du XVIe siècle les pierres figurent également divers symboles indiquant ce qui caractérisait le défunt de son vivant comme son nom, sa profession ou ses qualités morales (voir le tableau ci-dessous).
| Caractère Religieux       | Caractère Religieux                                            | Qualités Personnelles | Qualités Personnelles                      |
| ------------------------- | -------------------------------------------------------------- | --------------------- | ------------------------------------------ |
| Hexagramme (Magen David)  | Juif                                                           | Couronne              | Une bonne réputation                       |
| Une paire de mains levées | Cohen, un descendant des prêtres du temple                     | Grappes de Raisin     | Fertilité, une bonne vie, une vie prospère |
| Une cruche et un bol      | Levite, un descendant des assistants des Cohens dans le temple |                       |                                            |

| Nom ou Surnom | Nom ou Surnom                           | Nom ou Surnom | Nom ou Surnom               | Profession      | Profession           |
| Masculin      | Masculin                                | Féminin       | Féminin                     | Profession      | Profession           |
| ------------- | --------------------------------------- | ------------- | --------------------------- | --------------- | -------------------- |
| Lion          | Arye, Leib ou Yehudah (Genèse 49,9)     | Oiseau        | Tzipora, Feigele ou Taubele | Livre           | Chanteur (religieux) |
| Cerf          | Naftali (Génèse 49, 29). Tzvi ou Hirsch | Rose          | Rosa                        | Harpe ou Violon | Musicien             |
| Ours          | Yissachar, Dov ou Beer                  | Surnom        | Surnom                      | Bistouri        | Médecin              |
| Loup          | Zeev ou Benjamin (Génèse 49,27)         | Souris        | Maisel                      | Ciseau          | Tailleur             |
| Hexagramme    | David ou Menahem                        | Oie           | Gans                        | Veau            | Boucher              |

## Dans la littérature
Le Cimetière juif de Prague fait partie de la trame du roman d'Umberto Eco, Le Cimetière de Prague.